# ウースター大学
ウースター大学（英語: The College of Wooster [ˈwʊstər]、ウスター大学とも表記）は、米国オハイオ州ウースターに本部を置くアメリカ合衆国のリベラル・アーツ・カレッジ大学。1866年創立、1866年大学設置。
「オハイオ5コレッジ」と「五大湖大学同盟」の一校でもある。学生数は少数制で約1800人と少ないが、各生徒に対するサポートはあつい。また、インディペンデント・スタディ・プログラムなどの良質な教育プログラムでその名を知られており、USニューズ&ワールド・レポート誌のリベラル・アーツ・カレッジの全米ランキングでも度々上位に選ばれている。

## 沿革
「ウースター大学（The University of Wooster）」は1866年に長老派教会によって設立された。開校当初は5名の教員と34名の学生（30名の男子、4名の女子）を擁していた 。ウースター市の市民であるエフライム・クインビーの寄付により、町を見下ろす丘の上に位置する20エーカー（約8.1ヘクタール）の土地が提供された 。当時の時代背景としては珍しく、初のPh.D.取得者が女性であったり、アフリカ系アメリカ人を入学させたことなどからもわかるように、校風は当初からかなりリベラルだったと言える。1915年の看護学部の廃止とともに、教育をリベラル・アーツに専念するようになり、現在のThe College of Woosterとなった。

## キャンパス
キャンパスはオハイオ州クリーブランドの南約60マイル（約97km）に位置するウースター町に所在する。240エーカー（約1㎢）に及ぶキャンパスは、たくさんの木々に囲まれ、その美しさは学生からも人気が高い。また、卒業式は緑に囲まれた広場で行われる。卒業式の前日に卒業する学年がその記念に一本の木を植えるのは、本校の伝統となっている。

## 教育
ウースター大学は、リベラル・アーツ教育を通じて学生一人一人の「独自性」「責任感」「創造力」を高める教育に重点を置いている。全ての一回生は、15人未満の少数クラスで文章力を養い、よりプロフェッショナルな論文の書き方を学ぶことが義務づけられている。そして、学生は様々な分野での授業を受けることが可能で、幅広い知識と経験を得ることができる。三回生までに学生は研究分野を選び、その豊富な知識と経験を生かしていく。

研究分野は以下の通りであり、学生は専攻に加え副専攻を選ぶ事も可能だ。そして、より個々の研究に独自性を持たせる目的で、それらの他にも生徒自らが専攻を作ることもできる。また、専門職大学院への進学に合わせたカリキュラムとして事前専門も設けられている。

### 研究分野
- 教養学士（Bachelor of Arts)
  - 専攻：
    - 美術−美術史（Art - History）
    - 美術−スタジオ・アート（Art - Studio Art）
    - 音楽（Music）
    - 演劇・ダンス（Theater & Dance）
    - 比較文学（Comparative Literature）
    - 哲学（Philosophy）
    - 宗教研究（Religious Studies）
    - 経済学（Economy)
    - ビジネス経済学（Business Economy）
    - 歴史学（History）
    - 政治科学（Political Science）
    - 国際関係学（International Relations）
    - 社会学（Sociology）
    - 都市研究（Urban Studies）
    - 人類学（Anthropology）
    - 考古学（Archaeology）
    - 生物学（Biology）
    - 生物化学と分子生物学（Chemical Biology & Molecular Biology）
    - 化学（Chemistry）
    - 化学物理学（Chemical Physics）
    - 脳科学（Neuroscience）
    - 物理学（Physics）
    - 地学（Geology）
    - 数学（Mathematics）
    - コンピューター・サイエンス（Computer Science）
    - 心理学（Psychology）
    - コミュニケーション研究（Communication Studies）
    - 英語学（English）
    - フランス語（French）
    - ドイツ語（German）
    - スペイン語（Spanish）
    - アフリカ研究（Africana Studies）
    - ロシア研究（Russian Studies）
    - 地域・文化研究（Cultural Area Studies）
    - 古典研究（Classical Studies）
    - ジェンダー研究（Women's, Gender & Sexuality Studies）

  - 副専攻：
    - 映画研究（Film Studies）
    - 国際ビジネス（International Business）
    - 環境研究（Environmental Studies）
    - 中国語（Chinese）
    - 体育（Physical Education）

  - 事前専門：
    - 建築学（Pre-Architecture）
    - 森林及び環境研究（Forests & Environmental Studies）
    - 工学（Pre-Engineering）
    - 医学（Medicine）
    - 看護学（Nursing）
    - 歯学（Dentistry）
    - 獣医学（Veterinary Medicine）
    - 検眼学（Optometry）
    - 薬学（Pharmacy）
    - PA（Physician Assistant）
    - 理学療法（Physical Therapy）
    - 公衆衛生（Public Health）
    - スポーツ医学（Sports Medicine）
    - 法学（Pre-Law Program）
    - 神学（Pre-Seminary Studies）
    - 学際研究（Dual-Degree Program）
- 音学士（Bachelor of Music)
  - 専攻：
    - 演奏（Performance）
    - 音楽史と作品研究（Music History & Literature）
    - 音楽理論と作曲（Music Theory & Composition）
- 音学教育学士（Bachelor of Music Education)
  - 専攻：
    - 音楽療法（Music Therapy）
    - 学校教育（Public School Teaching）

### インディペンデント・スタディ・プログラム
ウースター大学の学生は四回生になるとインディペンデント・スタディ・プログラムを受け、生徒一人一人が大学で得た知識と経験を生かした研究を行い、それに基づいた論文制作などのプロジェクトを行う。これにより、学生は自らの発展を再確認し、個々の将来へと生かしていくことができるとし、その効果は校内外からも評価が高い。USニューズ&ワールド・レポート誌の「Senior Capstone Experience」ランキングでは、ウースター大学はプリンストン大学に次ぐ2位にランクインしている。またBaccalaureate Origins of Doctorate Recipients,1998によると、このプログラムの結果として、1920年から1995年までのPh.D.取得者の中でウースター大学卒業生が14番目に多いという結果も出ている。